# Pablo Kast
Pablo Andrés Kast Sommerhoff (Chicago, Illinois, Estados Unidos, 24 de agosto de 1973) es un arquitecto y político chileno, militante de Evolución Política (Evópoli). Entre 2018 y 2022 se desempeñó como diputado de la República en representación del 6° distrito, de la Región de Valparaíso.

## Biografía
Es hijo de Cecilia Sommerhoff Hyde y Miguel Kast, exministro de Estado y expresidente del Banco Central, hermano del senador Felipe Kast, y sobrino de José Antonio Kast.
Está casado con Juana Edwards Urrejola, y tiene cuatro hijos: Olivia, Manuel, Adela y María.
Realizó sus estudios en el Colegio del Verbo Divino, para luego ingresar a la Pontificia Universidad Católica de Chile (PUC), en donde se tituló de arquitecto. Posteriormente cursó un Diplomado en Finanzas en la misma universidad, entre los años 2010 y 2011.

## Trayectoria profesional
Entre el 2004 y 2010 se incorpora a una empresa inmobiliaria de desarrollo industrial, en que diseña proyectos como centros comerciales para pequeños emprendedores en diversas ciudades de Chile, incluyendo: Arica, Iquique, La Serena, Los Andes, Talca, Valdivia y Punta Arenas, así como Buenos Aires y Mendoza, en Argentina.
Por otra parte, se instaló con una oficina de Arquitectura, mediante la cual es impulsor del Proyecto Eco-residencial “El Pangue”, de Puerto Varas, Región de Los Lagos.
Fue presidente del Instituto de Innovación Social, institución ligada a la Fundación Miguel Kast.

## Vida pública
En el año 2017 se presentó como candidato a diputado por el 6° Distrito, de la Región de Valparaíso, obteniendo 28 465 votos, equivalentes al 7,81% de los sufragios, resultando electo con la segunda mayoría para el período 2018-2022.
Formó parte de las comisiones de Ciencias y Tecnología, y de Derechos Humanos y Pueblos Originarios. Pese a no ser integrante, participó activamente en la Comisión de Vivienda, Desarrollo Urbano y Bienes Nacionales. Fue también miembro de la Comisión de Zonas Extremas, y Antártica Chilena. 
Además, integró, entre los años 2018 y 2019, la Comisión Especial Investigadora sobre las causas de la alta contaminación ambiental  en Concón, Quintero y Puchuncaví (CEI 14 y 15); y entre los años 2019 y 2021, la Comisión Especial Investigadora sobre la generación y aplicación de protocolos, políticas o acciones de búsqueda de menores de edad extraviados o desaparecidos a partir del año 2010 (CEI 31).
En 2020, fue elegido Vicepresidente de Evolución Política para el periodo 2020-2022, dentro de la lista encabezada por el diputado Andrés Molina. Asumiendo responsabilidades en materia de relaciones internacionales, tuvo participación en el proceso de incorporación de Evópoli a la Internacional Liberal, en calidad de miembro observador, y en la Red Liberal de América Latina, en calidad de miembro pleno.
Desde el año 2019, es integrante de la Mesa Nacional del Agua.
En el desempeño de su cargo, en 2020 Kast hizo noticia, dentro del contexto de la pandemia del Covid 19, cuando el Congreso se encontraba sesionando de manera telemática, fue uno de los diputados que más gastos realizó por concepto de traslados entre mayo y agosto del año en comento, asistiendo solamente a una sesión presencial del Congreso en el periodo consultado. Ante dichas acusaciones, Kast indicó que “durante ese periodo, acudí a diversas actividades en el distrito con grupos pequeños de personas, pero que implicaron gastos de traslación míos y de mi personal, los cuales fueron debidamente rendidos y aceptados por las autoridades correspondientes“.
El 21 de noviembre de 2021 fue candidato a diputado por el Distrito 10, no siendo electo al resultar con un 3,43% de los votos.

## Historial electoral

### Elecciones parlamentarias de 2017
- Elecciones parlamentarias de 2017 a diputado por el Distrito 6 (Cabildo, Calle Larga, Catemu, Hijuelas, La Calera, La Cruz, La Ligua, Limache, Llay Llay, Los Andes, Nogales, Olmué, Panquehue, Papudo, Petorca, Puchuncaví, Putaendo, Quillota, Quilpué, Quintero, Rinconada, San Esteban, San Felipe, Santa María, Villa Alemana y Zapallar).[13](Se consideran los candidatos con más del 2% de votos)

### Elecciones parlamentarias de 2021
- Elecciones parlamentarias de 2021 a Diputado por el distrito 10 (La Granja, Macul, Ñuñoa, Providencia, San Joaquín y Santiago)[14]